# Nysted Varmeværk
Nysted Varmeværk er et fjernvarmeværk i Nysted. Anlægget leverer varme til 95% af husstandene i Nysted med fortrinsvis halm som brændstof. Varmeværket drives af brugerne, der er sluttet sammen i selskabet Nysted Varmeværk A.m.b.a..
Nysted Halmvarmeværk blev indviet 17. januar 1989 og blev i den første tid drevet af Difko. I 1993 gik Difko imidlertid konkurs og Nysted Kommune overtog værket. I 2004 overtog brugerne herefter varmeværket i konkurrence med Vattenfall.
Efter en større modernisering påbegyndt i 2006, fremstår Nysted Varmeværk i dag, som et topmoderne halmvarmeværk med en 6,3 MW halmvarmekedel og en akkumuleringstank på 1.200 m3, med et varmeindhold på 75 MW.